# 암페어
암페어(ampere)는 전류를 측정하는 데 사용하는 SI 기본 단위이다. 기호로는 A, 약자로는 amp를 쓴다. 현재의 정의는 1948년 제9차 국제도량형총회에서 채택되었다. 앙페르 회로 법칙을 만든 앙드레마리 앙페르(프랑스어: André-Marie Ampère)의 이름을 따서 만들었다.
전류와 저항에 대한 소위 “국제” 전기단위는 1893년 시카고에서 열린 국제전기협의회에서 도입되었고, “국제 암페어”와 “국제 옴”의 정의는 1908년 런던국제회의에서 추인되었다. 제8차 CGPM(1933)에서 “국제단위”를 소위 “절대단위”로 대치시키자는 만장일치의 열망이 이미 있었지만 이들을 폐기하기로 한 결정은 제9차 CGPM(1948)에서야 공식적으로 이루어졌다. 이 회의에서는 CIPM(1946, 결의사항 2; PV, 20, 129-137)에 의해 제안된 다음과 같은 정의에 따라 전류의 단위로 암페어를 채택하였다.

## 정의
암페어는 무한히 길고 무시할 수 있을 만큼 작은 원형 단면적을 가진 두 개의 평행한 직선 도체가 진공에서 1 미터의 간격으로 유지될 때, 두 도체 사이에 1 미터 당 2 × 10−7 뉴턴(N)의 힘을 생기게 하는 일정한 전류이다.
1암페어는 두 도선에 전류가 흐를 때 생기는 자기력을 이용하여 다음과 같이 정의된다. 지름을 무시할 수 있고 길이가 무한한 두 직선 도선이 서로 1m 떨어져 있고, 같은 크기의 전류가 흐를 때 1m 당 {\displaystyle \textstyle 2\times 10^{-7}\ {\color {Blue}{\textrm {N}}}}의 힘이 작용한다면, 두 도선에 흐르는 전류는 1A이다.
{\displaystyle Q=It}
이에 따라 자유공간의 투자율로도 알려진 자기상수는 정확히 4×10−7 헨리 매 미터, 즉, =4×10−7 H/m이다.
이 정의에서는 1946년의 원문에서 사용한 “힘의 MKS 단위”라는 표현을 제9차 CGPM(1948, 결의사항 7; CR, 70)에서 이 단위의 명칭으로 채택된 “뉴턴”으로 대치시켰다.

## 같이 보기
- SI 단위계
- 옴의 법칙
- 와트